# Laem Chabang
Laem Chabang, en thaïlandais : แหลมฉบัง, est une ville thaïlandaise située dans la province de Chonburi dans l'amphoe Bang Lamung. La municipalité avait une population de 61 801 habitants en 2006. Elle possède le plus important port de Thaïlande, dont la construction a démarré en 1988.